# 連縛緣起
連縛緣起，佛教術語，對於緣起的一種理論解說，為說一切有部四大緣起學說之一。與剎那緣起，同樣被歸類在《品類論》的思想中。連縛緣起認為，緣起法不限於十二緣起支，實為一切有為法因果相續，無間相連。

## 概論
連縛，是前後無間隔相連接的意思。連縛緣起，認為緣起法遍及一切有為法。《順正理論》記載，同類和異類的因果，都可前後無間相連：
|  | 連縛緣起，謂：同異類因果，無間相屬而起。如契經說：「無明為因，生於貪染；明為因故，無貪染生。」又契經說：「從善無間，染無記生，或復翻此。」 |

連縛有多種，《大毘婆沙論》等以剎那連縛為主。按《俱舍論記》的解釋，連縛緣起中因果為先後關係，而剎那緣起是因果在同一剎那中。《大毘婆沙論》認為剎那緣起與連縛緣起皆起源於《品類論》，對於連縛緣起說，曾表示特別的尊敬，但在十二因緣的解說上，仍是以分位緣起說為主。

## 現代研究
水野弘元認為，剎那緣起與連縛緣起主要是用來說明順現業。
印順法師認為，連縛緣起中，一切有為法可以有同時的因果關係。